# 北田中 (新潟市)
北田中（きたたなか）は、新潟県新潟市南区の町字。郵便番号は950-1237。

## 概要
1889年（明治22年）から現在の大字。中ノ口川下流右岸に位置する。
もとは1879年（明治12年）から1889年（明治22年）まであった北田中村の区域の一部で、地名の由来は、開発当時に水田の中に家が2軒あることから「田中の村」と称されたことによる。のちに同名の村があったため、「北」を冠した。

### 隣接する町字
北から東回り順に、以下の町字と隣接する。
- 高井興野
- 根岸
- 高井東

## 歴史
1879年（明治12年）に田中村が改称して成立した。
田中村（たなかむら）
江戸時代から1879年（明治12年）まであった村名。夏保村が地震などによって壊滅状態となり、残された人々が開発したとされる。延宝年間に検地を受け、のちに分村した。
1879年（明治12年）に中蒲原郡内に同名の村が三つあったため、北田中村に改称する。

### 年表
- 1889年（明治22年）4月1日 : 合併により根岸村の大字となる。
- 1955年（昭和30年）3月31日 : 合併により白根町の大字となる。
- 1959年（昭和34年）6月1日 : 白根町の市制施行により、白根市の大字となる。
- 2005年（平成17年）3月21日 : 合併により新潟市の大字となる。
- 2007年（平成19年）4月1日 : 新潟市の政令指定都市移行により、南区の大字となる。

## 世帯数と人口
2018年（平成30年）1月31日現在の世帯数と人口は以下の通りである。
| 大字   | 世帯数 | 人口 |
| ------ | ------ | ---- |
| 北田中 | 17世帯 | 72人 |

## 小・中学校の学区
市立小・中学校に通う場合、学区は以下の通りとなる。
| 番地 | 小学校             | 中学校               |
| ---- | ------------------ | -------------------- |
| 全域 | 新潟市立根岸小学校 | 新潟市立白根北中学校 |

## 交通

### 道路
- 新潟県道46号新潟中央環状線